# 苏格拉底之死
《苏格拉底之死》（法語：La Mort de Socrate）是法国画家及新古典主义画派的奠基人雅克-路易·大卫于1787年创作的一幅油画。和大卫同一时期的其他画作一样，《苏格拉底之死》也采用了古典的主题：柏拉图在《斐多篇》中所记录的苏格拉底之死。画中镇定自若、一如既往讨论哲学的苏格拉底使人崇敬，而他周围哀恸不已的朋友们增添了画面的悲剧性，使画面获得了凝重、刚毅、冷峻的艺术效果。

## 背景与创作
公元前399年，七十高龄的苏格拉底被控不敬神和腐蚀雅典的年轻人，被判处服毒而死。按照《斐多篇》的记载，面对死亡，苏格拉底非常平静，一如既往地和弟子克里同、斐多、底比斯来的西米亚斯和克贝等人进行哲学讨论，只不过主题成了死亡是什么和死亡之后如何，苏格拉底认为灵魂不朽，将死亡看作一个另外的王国，一个和尘世不同的地方，而非存在的终结。
1758年狄德罗发表了自己的论《戏剧诗》，认为苏格拉底之死的场景适合作为哑剧的主题，之后描绘这一主题的画作多次出现。1775-1780年，大卫第一次去罗马旅行，他研究了对葬礼仪式的描绘，画下了很多草稿。大卫的很多主要作品都来源于这些素描。大卫在1782年已经创作了这幅画的草稿，在1786年接受了特胡丹·德蒙蒂尼次子的委托，开始创作这幅画1787年完成后在沙龙展览，受到不少艺术家的欢迎，当时正在巴黎的托马斯·杰斐逊也认为这幅画充分体现了新古典主义的壮丽理想，在给美国历史画家约翰·杜伦波的信中提到“展览中最好的作品是大卫的《苏格拉底之死》，一幅极好的作品”。

## 画面

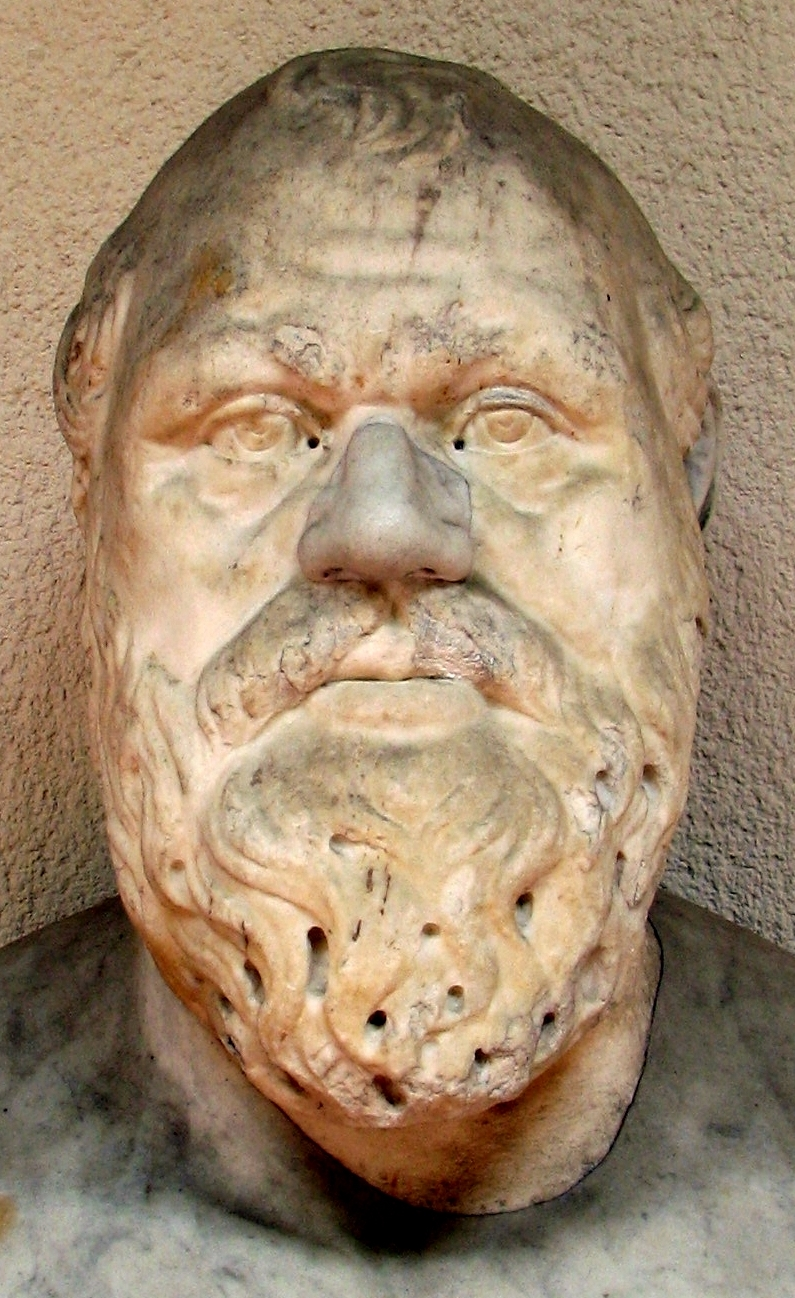
公元2世纪的苏格拉底胸像，复制自公元前4世纪的古希腊雕塑

按《斐多篇》的记载，当时在场的有至少十五人，为了构图的简洁，大卫省去了许多人物。大卫常通过不同的色彩来烘托画作要表达的情绪。牢门半开，从门缝中射进一束阳光，使画中人物在黑暗的背景衬托下格外突出。相对于《贺拉斯兄弟之誓》里的较强光线，本作中的光也较柔和。在光线的正中，身穿白色长袍的苏格拉底坐在床上，其面容比保存至今的的苏格拉底胸像的形象更为理想化。苏格拉底一只手伸向装有毒堇汁的杯子，另一只手弯曲，食指指向上方。他的脸上并没有任何消极或忧愁的情绪，而是充满了进行哲学讨论与教导学生的神情，据说这一姿势是诗人安德烈·舍尼埃所建议的。
苏格拉底周围围绕着不同年龄的弟子和朋友，大多数都显露出消沉和悲伤的神色。举着杯的年轻男子转过头去不忍看这一切，用手撑住低垂的头，一位中年男子伸手按住苏格拉底的左腿，有研究者认为这是苏格拉底的弟子克里同，还有一位较为年长的人同样身穿白袍坐在床头，躬身看着自己的膝盖，研究者认为这是柏拉图。但实际上柏拉图当时病了，并不在场，且当时柏拉图还是个青年。画面的左端描绘了一个拱门，拱门外有几个人正在走上台阶，其中一名女性显出悲伤的表情，做出告别的手势，这是苏格拉底的妻子赞西佩。一名年轻男子正悲伤地伏在拱门内墙上哭泣，而画面右侧有一位青年男子正在号哭，其中可能有阿波罗多洛，正如《斐多篇》中记载的“阿波罗多洛的哭泣一直没有停止，此刻禁不住嚎啕大哭起来”。
在人物之外，大卫有意在画中地面上放置打开的镣铐和散落的手卷本，既能引起人们对苏格拉底铁窗生涯的想象，也契合《斐多篇》中死是摆脱肉体束缚，通向绝对自由的途径的论述。大卫在这幅画上留下了两个签名，一个是L.David，位于克里同所坐的岩石，另一个是L.D.位于柏拉图所坐的石凳。大卫在画中的签名通常具有象征意义，比如他在《波托基伯爵的画像》中的签名，是签在对着骑马者的狗的项圈上。在这幅画中，他在柏拉图下方的签名指的是这一故事来自于柏拉图，感激他给予了自己灵感的来源，而他在克里同处所签下全名表明艺术家自比克里同，希望维护和传承苏格拉底体现出的道德和价值。

## 其他画作

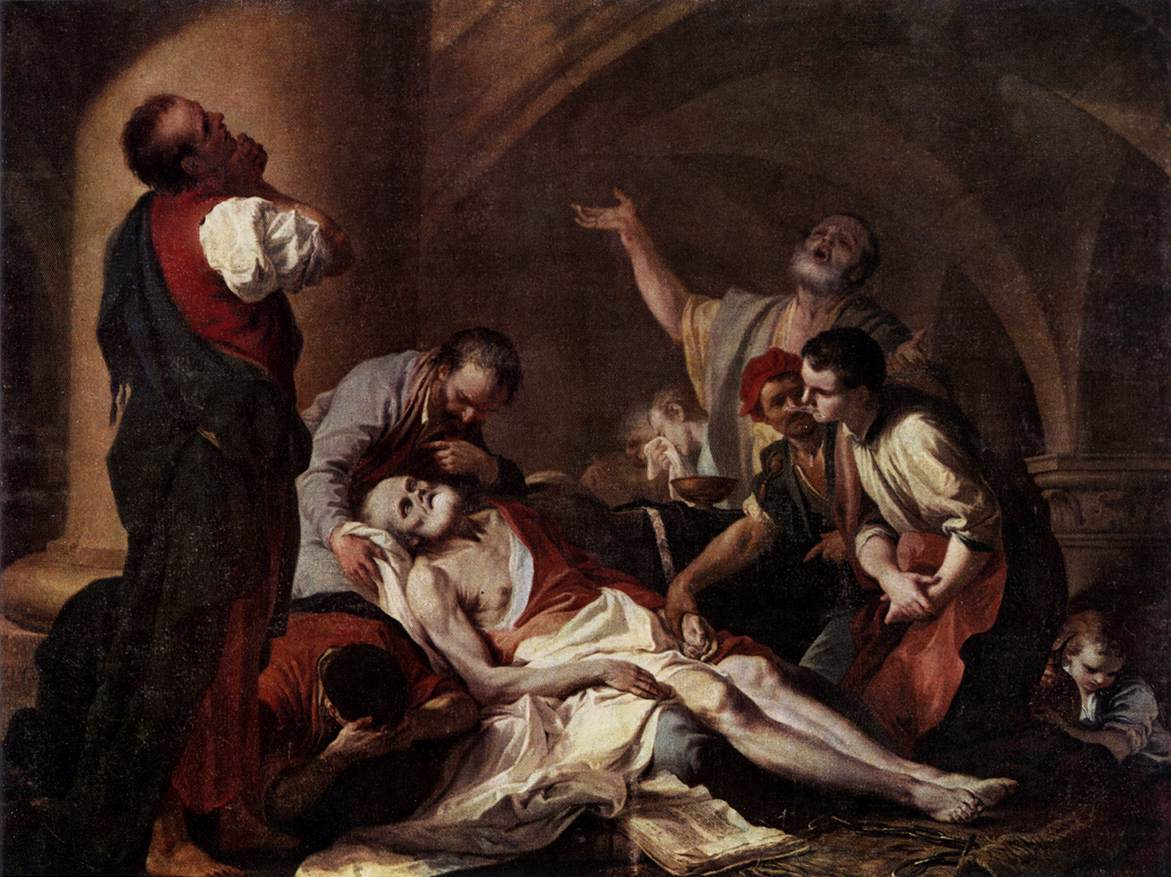
西格纳诺利所创作的《苏格拉底之死》

- 意大利艺术家根伯提诺·西格纳诺利（Gianbettino Cignaroli，1706-1770）曾以类似题材作画，现藏于布达佩斯美术博物馆。在西格纳诺利的作品中，苏格拉底已经去世，他周围围绕着陷入沉痛或放声号哭的弟子和朋友[11]
- 法国艺术家雅克-菲利普-约瑟夫·德·圣-昆汀（Jacques-Philip-Joseph de Saint-Quentin）也曾经以类似题材作画，描绘的是苏格拉底服下毒堇汁之后的痛苦，现保存在法国巴黎国家高等美术学院[12]